# Walther Funk

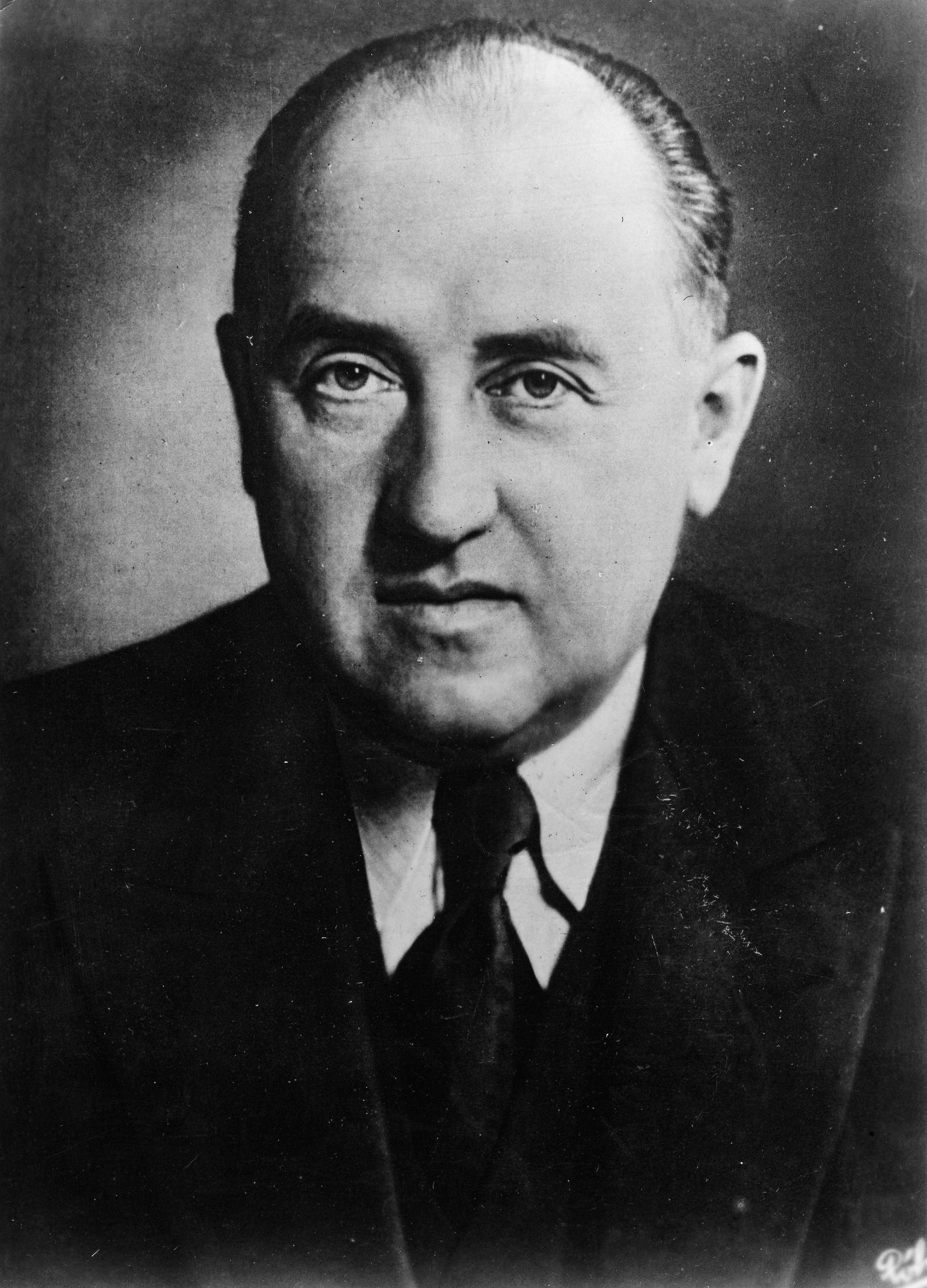
Walther Funk (1942)

Walther Immanuel Funk (* 18. August 1890 in Trakehnen, Ostpreußen; † 31. Mai 1960 in Düsseldorf) war ein deutscher Journalist, Wirtschaftsexperte und Politiker (NSDAP).
In der Zeit des Nationalsozialismus war Walther Funk seit Januar 1933 Reichspressechef, von März 1933 bis Ende 1937 Pressechef der Reichsregierung, Adolf Hitlers privater Pressesprecher und Staatssekretär im Reichspropagandaministerium bei Joseph Goebbels. Seit Februar 1938 war er Reichswirtschaftsminister, dazu ab Januar 1939 Präsident der Reichsbank. Als Mitglied des Ministerrates für die Reichsverteidigung war Funk ab 1939 für die Kriegswirtschaft verantwortlich.
Funk gehörte zu den 24 im Nürnberger Prozess gegen die Hauptkriegsverbrecher Angeklagten. Am 1. Oktober 1946 wurde er von den Richtern des Internationalen Militärgerichtshofs zu lebenslanger Haft verurteilt. Am 16. Mai 1957 wurde er aus gesundheitlichen Gründen aus der Haft entlassen.

## Leben

### Herkunft und Ausbildung
1890 wurde Walther Funk als Sohn eines Unternehmers in Trakehnen geboren. Sein Onkel war der Pianist Alfred Reisenauer.
Ab 1908 studierte Funk Rechtswissenschaften, Nationalökonomie, Literatur und Musik in Leipzig und Berlin. 1912 schloss er sein Jurastudium mit einer Promotion ab. Anschließend erhielt er unter anderem bei der National-Zeitung und den Leipziger Neuesten Nachrichten eine journalistische Ausbildung. 1915 zum Kriegsdienst eingezogen, wurde er bereits 1916 wegen eines Blasenleidens entlassen.
Funk, der wahrscheinlich homosexuell war, heiratete 1919 Luise Schmidt-Sieben, Tochter eines Remscheider Unternehmers.

### Berufsanfänge
Ab 1916 war Funk Redakteur, später Ressortleiter des Handelsteils der Berliner Börsen-Zeitung und war von 1921 an deren Chefredakteur, wobei er parallel selbst weiter den Handelsteil führte. Er veröffentlichte zudem Artikel in zahlreichen Fachzeitschriften, war Sachverständiger für Wirtschaftsfragen und hielt Vorträge auf internationalen Kongressen und Wirtschaftstagungen.
Mit einer 1920 erschienenen Schrift, die die Rolle der Banken bei Konzernbildungen analysierte, erregte Funk zum ersten Mal Aufmerksamkeit in Finanzkreisen. Nach der Veröffentlichung einer Broschüre zur Währungsreform folgte Funk 1923 einer Einladung des Reichsverbandes der Deutschen Industrie, seine Arbeit vor Finanzminister Hans Luther und Hjalmar Schacht zu präsentieren. Während der Hyperinflation 1923 warf er dem parlamentarischen System Versagen vor und forderte eine Diktatur. Trotz seiner erkennbaren Distanz zur Demokratie war er kein entschiedener Gegner der Weimarer Republik, sondern äußerte konstruktive Kritik. Seine Ablehnung des Dawes-Plans 1924 und des Young-Plans 1929 führte ihn dann näher an das konservativ-rechte Lager heran.
1927 wurde Funk Vorsitzender des „Sachverständigenausschusses für Presseangelegenheiten“ des Berliner Börsenvorstandes und der Berliner Industrie- und Handelskammer. Im April 1927 nahm er an einer Journalistenreise nach New York City auf der Jungfernfahrt des Dampfschiffs New York teil. Von 1928 bis 1930 war er geschäftsführendes Vorstandsmitglied der „Gesellschaft für deutsche Wirtschafts- und Sozialpolitik“.

### Karriere im Nationalsozialismus
1930 musste Funk seinen Posten als Chefredakteur aufgeben und versuchte sich selbstständig zu machen. In dieser Zeit der Umorientierung kam er in Kontakt mit der Reichsorganisationsleitung der NSDAP. Im Frühjahr 1931 lernte er Adolf Hitler kennen, dessen Persönlichkeit ihn nach eigenen Angaben tief beeindruckte. Hitler versicherte dem zunächst skeptischen Funk, dass die damalige wirtschaftspolitische Programmatik der Nationalsozialisten, die sich vor allem auf Ideen von Gottfried Feder stützte, im Fall einer Regierungsübernahme nicht mehr maßgeblich sein würde. Hitler lud ihn ein, an der Gestaltung der NS-Wirtschaftspolitik mitzuwirken. Funk trat am 1. Juni 1931 in die NSDAP ein (Mitgliedsnummer 551.712), in der er wegen seiner guten Kontakte zu Kapital und Industrie schnell in wichtige Positionen aufstieg. Bei der Wahl am 31. Juli 1932 wurde er in den Reichstag gewählt, für die Reichstagswahl März 1933 wurde er nicht mehr aufgestellt. Ab Mai 1931 war er Herausgeber des Wirtschaftspolitischen Diensts der Nationalsozialistischen Parteikorrespondenz.
Auf Empfehlung Schachts berief Hitler Funk im Juli 1931 zu seinem persönlichen Wirtschaftsberater. 1932 übernahm Funk den zweiten Vorsitz des Reichswirtschaftsrats in der Reichsleitung der NSDAP und war bis 1933 Leiter der Kommission Wirtschaftspolitik in der Politischen Zentralkommission der NSDAP. In dieser Zeit bemühte sich Funk, die Vorbehalte der Großindustriellen gegen den Nationalsozialismus abzubauen, denen er wegen seiner Tätigkeit für die Börsen-Zeitung als vertrauenswürdig galt. Dazu nutzte er auch seine Mitgliedschaft in der Gesellschaft zum Studium des Faschismus. Am 16. Oktober 1931 bekannte er sich zum Beispiel vor dem Deutschen Herrenklub zur Erhaltung des Privateigentums, zum Kampf gegen den Marxismus und zur Lockerung der Tarifbindung. Er erklärte, der Nationalsozialismus würde Arbeitsplätze schaffen, konnte aber nicht erklären, wie das finanziert werden würde. In der Frage der staatlichen Lenkung des Außenhandels machte er rasch einen Rückzieher, als er auf Widerspruch stieß. Im Juli 1932 entschuldigte er gegenüber Tilo von Wilmowsky vom Mitteldeutschen Wirtschaftsverband sozialistische Töne in der NS-Propaganda mit Notwendigkeiten des Wahlkampfs. Kurz zuvor hatte er in der Zeitschrift Unser Wille und Weg den Aufsatz Die Lüge von der Wirtschaftsfeindlichkeit des Nationalsozialismus veröffentlicht. Ähnlich wie Gregor Strasser und Hermann Göring, die wie er als wirtschaftsfreundlich galten, erhielt Funk Spenden aus der Großindustrie, die er aber zu einem guten Teil nicht an die Partei weiterleitete, sondern für eigene Zwecke verwandte.
1932 verfasste Funk gemeinsam mit Feder das Wirtschaftliche Aufbauprogramm der NSDAP, das zwar einen „deutschen Sozialismus“ propagierte, doch der privaten Unternehmerinitiative einen großen Spielraum einräumte. Statt eines Rechts auf Arbeit, höheren Steuern für große Einkommen, Investitions- und Preiskontrollen forderte die Partei nun Steuer- und Zinssenkungen. Die produktive Kreditschöpfung, mit der man Arbeitsbeschaffungsmaßnahmen finanzieren wollte, wurde auf drei Milliarden Reichsmark beschränkt.
Nach der Machtergreifung verlor Funk seine Verantwortung für die NS-Wirtschaftspolitik und wurde Reichspressechef. Im März 1933 wurde er zum Staatssekretär ins Reichsministerium für Volksaufklärung und Propaganda (RMVP) ernannt unter Joseph Goebbels, der ihn förderte. Als Staatssekretär war Funk für die Abteilungen IV (Presse) und I (Verwaltung) des RMVP zuständig. In dieser Funktion war er für die Gleichschaltung der Presse zuständig, spielte dabei aber keine herausragende Rolle. Seine eigentliche Funktion bestand darin, dem greisen Reichspräsidenten Paul von Hindenburg Bericht zu erstatten, der dem bürgerlich wirkenden Funk vertraute. Am 15. November 1933 wurde er zum stellvertretenden Präsidenten der Reichskulturkammer berufen. Auf seinen Vorschlag hin entstand der F-Kreis. Mit Hindenburgs Tod im August 1934 wurde Funk praktisch überflüssig. Hitler holte sich wirtschaftspolitischen Rat seitdem nicht mehr bei ihm, sondern bei Otto Dietrich, der ihn 1937 als Reichspressechef und Staatssekretär ablöste.

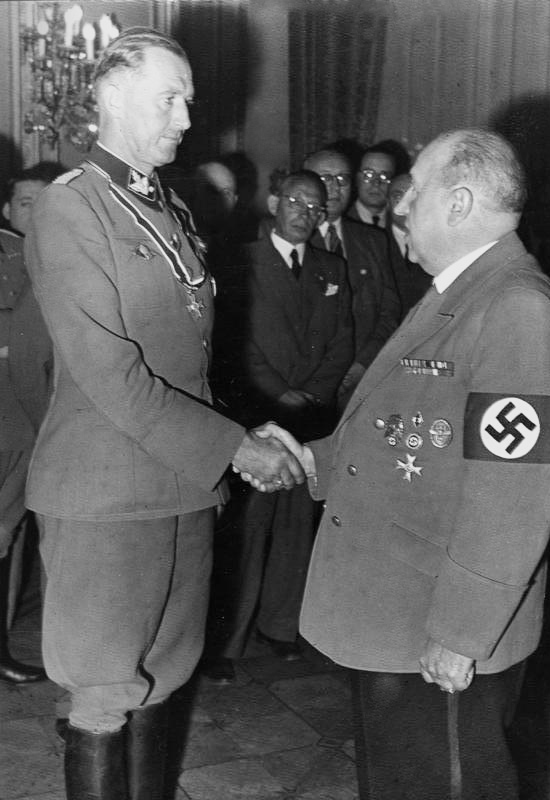
Funk (rechts) im August 1944 bei der Auszeichnung seines Staatssekretärs Franz Hayler mit dem Ritterkreuz zum Kriegsverdienstkreuz

Es ging immer wieder das Gerücht, Walther Funk sei homosexuell. Goebbels erfuhr im März 1937, dass gegen Funk zum wiederholten Mal Vorwürfe wegen Verstoßes gegen § 175 erhoben wurden. Er selbst glaubte nicht daran, informierte aber Hitler, der jegliche Ermittlungen untersagte, weil auch er den Anschuldigungen gegen Funk keinen Glauben schenkte. Im Februar 1938 setzte er Funk als preußischen und Reichswirtschaftsminister an die Stelle von Hjalmar Schacht ein. Für dieses Amt hatte ihn, wie Ludolf Herbst vermutet, die Fügsamkeit empfohlen, mit der er sich 1934 in die zweite Reihe hatte schieben lassen. Darin unterschied er sich deutlich von dem selbstbewussten Schacht, der Hitler zuletzt wiederholt widersprochen hatte und der sich von dem neuen „Superminister“, dem Beauftragten für den Vierjahresplan Hermann Göring, seine Kompetenzen nicht streitig machen lassen wollte. Funk dagegen hatte nichts dagegen einzuwenden, als Wirtschaftsminister de facto Weisungsempfänger Görings zu sein. Als Minister war Funk qua Amt Mitglied im Preußischen Staatsrat. Ab Januar 1939 war er zudem Präsident der Reichsbank, sein Stellvertreter auf diesem Posten wurde Emil Puhl. Es sei „Görings Schuld“ gewesen, dass er Reichsbankpräsident wurde, verteidigte sich Funk nach dem Zweiten Weltkrieg. „Ich musste tun, was Göring sagte“. Ab August 1939 war er als Mitglied des Ministerrats für die Reichsverteidigung verantwortlich für kriegswirtschaftliche Maßnahmen.
Außerordentlich teure Geschenke der Wirtschaft an Göring und Funk waren üblich. Auf Initiative von Otto Christian Fischer schenkte die Reichsgruppe Banken Funk ein komplettes Landgut im Wert von 300.000 Reichsmark. Für den Kauf und den Umbau seiner Villa in Berlin-Wannsee erhielt Funk 1,5 Millionen Reichsmark vom Staat. Sie besaß ein Schwimmbecken, einen Luftschutzbunker, eine Empfangshalle, einen Speisesaal mit sechs Büffets, 50 Stühlen und Silberbesteck für 60 Personen, einen Wintergarten mit reichlich Polstermöbeln, einen gediegen eingerichteten Musiksalon und zwei Weinkeller.
Funk war wohl kein überzeugter Antisemit. Gleichwohl folgte er den menschenverachtenden Vorgaben des NS-Regimes ohne Widerspruch oder Mitleid mit den betroffenen Juden. Die Novemberpogrome 1938 rechtfertigte er am 15. November als „gewaltsame Entladung der Empörung des Volkes auf Grund eines verbrecherischen jüdischen Anschlages gegen das deutsche Volk“. Sie sei „eine Folge davon ... , daß wir in den vergangenen Jahren dieses Problem nicht rechtzeitig und konsequent genug angefaßt hatten.“ Als Reichswirtschaftsminister war Funk verantwortlich für die „Arisierung“, die Enteignung und Verdrängung der Juden aus dem Wirtschaftsleben. Mit der „Verordnung über die Anmeldung des Vermögens von Juden“ vom 6. Juli 1938 und der „Dritten Verordnung zum Reichsbürgergesetz“ vom 14. Juni 1938 wurde die wirtschaftliche Tätigkeit von Juden erfasst, kontrolliert und schließlich zum Erliegen gebracht.
Nach dem deutschen Sieg über Frankreich im Westfeldzug 1940 erhielt Funk von Göring den Auftrag, eine künftige europäische Wirtschaft unter deutscher Hegemonie zu entwerfen. Funk, dem die Reglementierungen der Kriegswirtschaft immer ein Dorn im Auge gewesen waren, dachte dabei an eine Mischung zwischen der liberalen Wirtschaftsordnung der 1920er Jahre und der nationalsozialistischen Kommandowirtschaft und stützte sich dabei auf ordoliberale Theoretiker wie Walter Eucken, Franz Böhm und Leonhard Miksch. Sein Konzept zur wirtschaftlichen Neuordnung Europas präsentierte er am 25. Juli 1940. In dem auch als Funk-Plan bezeichneten Konzept stellte er gemeinsam mit seinem Staatssekretär Gustav Schlotterer Grundsätze für die Währungs-, Handels- und Industriepolitik eines europäischen Wirtschaftsraums unter deutscher Führung auf. Als Ziel einer Friedenswirtschaft in einem nationalsozialistischen Europa nannte er „ein Maximum an wirtschaftlicher Sicherheit“ für das Großdeutschen Reich und „ein Maximum an Güterverbrauch zur Erhöhung der Volkswohlfahrt“ für das deutsche Volk. Der weitere Verlauf des Weltkriegs machte Funks Pläne obsolet.
Am 9. August 1940 versagte Funk in seiner Funktion als Wirtschaftsminister und Reichsbankpräsident Juden den Zugriff auf ihr bei Banken oder anderen Institutionen angelegtes Vermögen. 1942 vereinbarte Funk mit dem Reichsführer SS Heinrich Himmler in einem Geheimabkommen, die Wertgegenstände der in den Vernichtungslagern ermordeten Juden, darunter auch ihr Zahngold, an die Reichsbank weiterzuleiten. Den Wert der Lieferung schrieb die Bank zugunsten der SS auf dem Sonderkonto „Max Heiliger“ gut.
Im Winter 1941/42 verlieh man ihm zusammen mit seinem Vorstandskollegen August Hagemann das Kriegsverdienstkreuz II. Klasse.
Am 4. Februar 1943 ließ Funk alle nicht kriegswichtigen Betriebe des Handwerks, des Handels und des Gaststättengewerbes schließen. Im September 1943 wurde er Mitglied im zentralen Planungsstab des Reichsministers für Rüstung und Kriegsproduktion Albert Speer. Im selben Jahr erhielt er eine Dotation in Höhe von 520.000 Reichsmark.
Im Zuge der Totalisierung der Rüstungswirtschaft verlor Funk ab 1943 immer mehr Einfluss und galt bald als wenig ehrgeiziger Alkoholiker, der seinen Aufgaben weder fachlich noch politisch gewachsen sei. Die kriegsrelevanten Aufgaben seines Ministeriums wurden ans Reichsministerium für Bewaffnung und Munition übertragen, dessen Chef Albert Speer effektiver arbeitete als Funk. Er war Aufsichtsratsmitglied, nach Angaben von George Hallgarten Aufsichtsratsvorsitzender der Kontinentale Öl AG, die unter anderem in Rumänien operierte.

### Verurteilung im Nürnberger Hauptkriegsverbrecher-Prozess

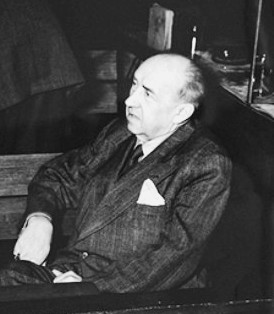
Walther Funk auf der Anklagebank beim Nürnberger Prozess gegen die Hauptkriegsverbrecher 1945/1946

Nach Kriegsende fassten britische Soldaten Funk im Juni 1945 im Ruhrgebiet. Anschließend war er im Nürnberger Hauptkriegsverbrecher-Prozess angeklagt, der am 20. November 1945 begann. Er war gesundheitlich schwer angeschlagen, brach während der Verhandlungen mehrmals zusammen und weinte oft. Die Mitangeklagten verachteten ihn offen als Alkoholiker und Homosexuellen. Zu seiner Verteidigung führte Funk den Befehlsnotstand an: Er habe nur die Befehle Hermann Görings ausgeführt. Hitler sei er aus Bequemlichkeit, nicht aus Überzeugung treu gewesen. Keines der ihm zur Last gelegten Verbrechen räumte er ein, behauptete gar, vom Holocaust nichts gewusst zu haben, obwohl es bei der Reichsbank ein Depot der SS mit Gold, Juwelen und Bargeld der ermordeten Juden gab. Wahrscheinlich wusste er durchaus, woher diese Werte stammten. Sein Verteidiger war Fritz Sauter.
Funk wurde in drei Anklagepunkten schuldig gesprochen: Verbrechen gegen den Frieden, Kriegsverbrechen und Verbrechen gegen die Menschlichkeit. Weil man ihm keine bedeutende aktive Rolle an den NS-Verbrechen nachweisen konnte, wurde er nicht zum Tode, sondern zu lebenslänglicher Haft verurteilt. Nach rückblickender Einschätzung von Prozessbeobachtern profitierte Funk, gegen den weit mehr belastende Beweise vorlagen als beispielsweise gegen den zum Tode verurteilten Julius Streicher, unter anderem davon, dass er vor Gericht ein völliges Wrack seiner selbst war und somit bei den Richtern nicht den Eindruck eines bösartigen Menschen erweckte.
Am 17. Mai 1957 wurde Funk aus gesundheitlichen Gründen vorzeitig aus der Haft im Kriegsverbrechergefängnis Spandau entlassen.

### Geldstrafe
Im Dezember 1958 verurteilte die West-Berliner Spruchkammer den als stark belastet eingestuften Funk zu einer Geldstrafe von 10.900 DM. Das Urteil sollte als symbolische Wiedergutmachung für die von ihm unterstützte Judenverfolgung begriffen werden.

### Tod
Am 31. Mai 1960 starb Walther Funk in Düsseldorf an Diabetes mellitus.
Sein Grab befindet sich auf dem Stoffeler Friedhof in Düsseldorf.

## Überlieferung
Ein kleiner Teil von Funks Nachlass wird im Bundesarchiv Koblenz (ZSg 158/57) aufbewahrt. In der Berliner Dienststelle des Bundesarchivs haben sich derweil eine Personalakte der Deutschen Reichsbank (R 2501/21898) und eine Akte des Parteigerichts der NSDAP (R 9361-I/12495) zu ihm erhalten.

## Publikationen
- Die Goldmarkbank der deutschen Wirtschaft. Berliner Börsen-Zeitung, Berlin 1923.
- Mit der „New York“ nach New York. Berliner Börsen-Zeitung, Berlin 1927.
- Befreiung von Kriegstributen durch wirtschaftliche und soziale Erneuerung. Berliner Börsen-Zeitung, Berlin 1929.
- „Die Welt im Spiegel der Börse: 75 Jahre Wirtschaftszeitung und Wirtschaftspolitik“ in: 75 Jahre Berliner Börsen-Zeitung, Berliner Börsen-Zeitung Druckerei und Verlag GmbH, Berlin 1930, Teil I, S. 65–89.
- Grundsätze der deutschen Außenhandelspolitik und das Problem der internationalen Verschuldung. Junker u. Dünnhaupt, Berlin 1938.
- Ansprache des Herrn Reichswirtschaftsministers und Reichsbankpräsidenten Funk vor dem Zentralausschuß der Reichsbank am 30. März. 1939. Druckerei d. Reichsbank, Berlin 1939.
- Wirtschaftliche Neuordnung Europas. M. Müller & Sohn, Berlin 1940.
- Wirtschaftsordnung im neuen Europa. Südost-Echo Verlagsgesellschaft, Wien 1941.
- Das wirtschaftliche Gesicht des neuen Europa. Vortr. zur Eröffng d. vom Verein Berliner Kaufleute u. Industrieller u. d. Wirtschafts-Hochschule Berlin veranst. Vortragsreihe „Europäische Wirtschaftsgemeinschaft“ am 15. Jan. 1942. Otto v. Holten, Berlin 1942.
- Europäische Wirtschaftsgemeinschaft. Haude & Spener, Berlin 1942.
- Die Länder des Südostens und die europäische Wirtschaftsgemeinschaft. Südost-Echo Verlagsgesellschaft, Wien 1944.
- Wirtschaftsordnung und Währungsmechanismus. 1944.